# Ormes (Eure)
Ormes é uma comuna francesa na região administrativa da Normandia, no departamento de Eure. Estende-se por uma área de 13,89 km². Em 2010 a comuna tinha 487 habitantes (densidade: 35,1 hab./km²).